# Icalia tomentosa
Icalia tomentosa är en ormstjärneart som först beskrevs av George Richard Lyman 1879.  Icalia tomentosa ingår i släktet Icalia och familjen trådormstjärnor. Inga underarter finns listade i Catalogue of Life.